# Tau (protein)

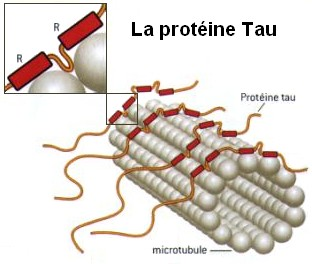
Protein Tau na mikrotubulech

Tau (τ, zkratka pro tubulin-associated unit) je označení pro skupinu příbuzných proteinů o různé délce vytvářených z jediného genu. Tau proteiny se vážou na mikrotubuly (patří mezi MAP – microtubule associated proteins) a hrají důležitou roli v nervové tkáni. Při Alzheimerově chorobě dochází k ukládání tau proteinů v mozku. Tau se vyvinul u primitivních obratlovců.

## Struktura a funkce
Protein Tau je produkován v šesti molekulárních izoformách, které vznikají díky alternativnímu splicingu jediného genu MAPT. Liší se počtem funkčních domén: obsahují 0–2 N-terminální oblasti o délce 29 aminokyselin a 3–4 oblasti, které umožňují vazbu na mikrotubuly. Po vazbě na mikrotubuly Tau stabilizuje mikrotubuly a způsobuje, že snáze polymerují. Takto účinkuje především fosforylovaný Tau – hypofosforylace Tau aktivitě brání.

## Patologie

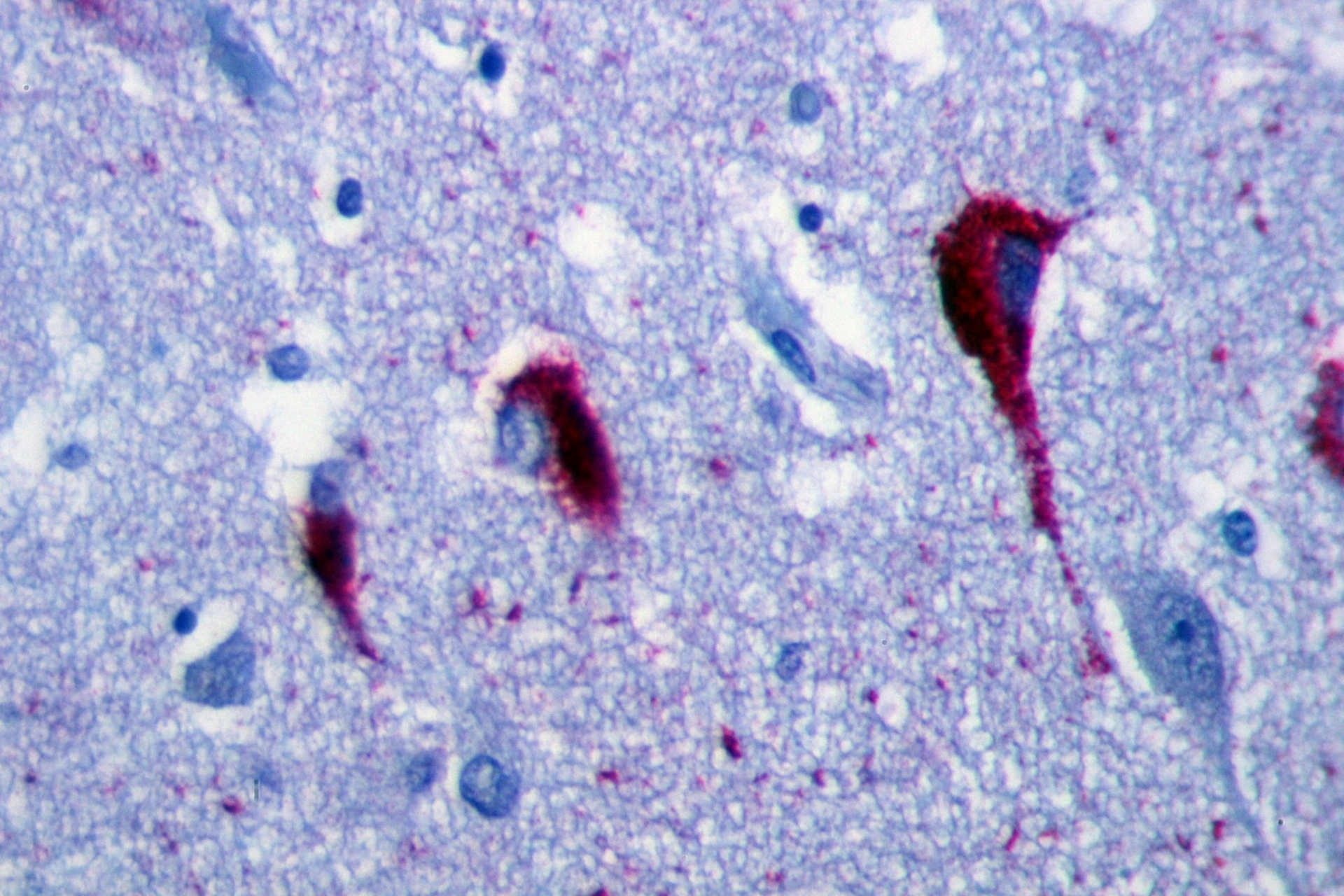
Imunohistochemické barvení Tau proteinu, patrné jsou neurofibrilární shluky

V mozku pacientů s Alzheimerovou chorobou je Tau hyperfosforylovaný (má nadměrné množství fosforylovaných aminokyselin) a následkem toho se molekuly Tau v neuronálních buňkách shlukují do helikálních vláken. V tzv. amyloidních placích je v typickém případě jádro z amyloidu beta obaleno právě neurofibrilárními vlákny z Tau proteinů. Společně potom amyloid beta a tau představují dva základní biochemické příznaky Alzheimerovy choroby v mozku.